# Batrachidea mucronata
Batrachidea mucronata is een rechtvleugelig insect uit de familie doornsprinkhanen (Tetrigidae). De wetenschappelijke naam van deze soort is voor het eerst geldig gepubliceerd in 1825 door Saint-Fargeau & Serville.